# Kai Arne Engelstad
Kai Arne Engelstad (ur. 21 grudnia 1954 w Oslo) – norweski łyżwiarz szybki, brązowy medalista olimpijski i mistrzostw świata.

## Kariera
Specjalizował się w dystansach sprinterskich. Pierwszy medal w karierze zdobył podczas igrzysk olimpijskich w Sarajewie w 1984 roku, gdzie był trzeci w biegu na 1000 m. W zawodach tych wyprzedzili go jedynie Kanadyjczyk Gaétan Boucher oraz Siergiej Chlebnikow z ZSRR. Na tych samych igrzyskach był też dwunasty w biegu na 1500 m i osiemnasty na 500 m. Niecały miesiąc później zdobył brązowy medal na mistrzostwach świata w wieloboju sprinterskim w Trondheim, ponownie ulegając Boucherowi i Chlebnikowowi. W 1980 roku brał udział w igrzyskach w Lake Placid, zajmując szesnaste miejsce na 500 m. Nigdy nie stanął na podium zawodów Pucharu Świata. W latach 1977, 1983 i 1984 był mistrzem Norwegii w wieloboju sprinterskim.

### Mistrzostwa świata
- Mistrzostwa świata w wieloboju sprinterskim
  - brąz – 1984